# Flèche brabançonne 1961
La 1re édition de Flèche brabançonne a eu lieu le 6 avril 1961. Elle est remportée par le Belge Pino Cerami.

## Classement final
| \| Classement général \| Classement général \| Classement général \| Classement général \| Classement général \| \| Coureur \| Coureur \| Pays \| Équipe \| Temps \| \| ------------------ \| -------------------- \| ------------------ \| --------------------- \| ------------------ \| \| 1er \| Pino Cerami \| Italie \| Peugeot-BP-Dunlop \| 4 h 44 min 05 s \| \| 2e \| Michel Van Aerde \| Belgique \| Carpano \| + 55 s \| \| 3e \| Willy Schroeders \| Belgique \| Faema \| + 55 s \| \| 4e \| Dieter Puschel \| Allemagne \| \| + 55 s \| \| 5e \| Frans Aerenhouts \| Belgique \| \| + 55 s \| \| 6e \| Willy Vanden Berghen \| Belgique \| Mercier-BP-Hutchinson \| + 1 min 50 s \| \| 7e \| Roger Baens \| Belgique \| \| + 4 min 25 s \| \| 8e \| René Vanderveken \| Belgique \| \| + 4 min 25 s \| \| 9e \| Robert Vanthournout \| Belgique \| Wiel's-Flandria \| + 4 min 25 s \| \| 10e \| Raymond Impanis \| Belgique \| Faema \| + 8 min 00 s \| |                      |           |                       |                 |
| |                      |           |                       |                 |
| Sources : ProCyclingStats Cycling Archives |                      |           |                       |                 |
| Classement général |                      |           |                       |                 |
| Coureur | Coureur              | Pays      | Équipe                | Temps           |
| 1er | Pino Cerami          | Italie    | Peugeot-BP-Dunlop     | 4 h 44 min 05 s |
| 2e | Michel Van Aerde     | Belgique  | Carpano               | + 55 s          |
| 3e | Willy Schroeders     | Belgique  | Faema                 | + 55 s          |
| 4e | Dieter Puschel       | Allemagne |                       | + 55 s          |
| 5e | Frans Aerenhouts     | Belgique  |                       | + 55 s          |
| 6e | Willy Vanden Berghen | Belgique  | Mercier-BP-Hutchinson | + 1 min 50 s    |
| 7e | Roger Baens          | Belgique  |                       | + 4 min 25 s    |
| 8e | René Vanderveken     | Belgique  |                       | + 4 min 25 s    |
| 9e | Robert Vanthournout  | Belgique  | Wiel's-Flandria       | + 4 min 25 s    |
| 10e | Raymond Impanis      | Belgique  | Faema                 | + 8 min 00 s    |